# Jaguaretama
Jaguaretama is een gemeente in de Braziliaanse deelstaat Ceará. De gemeente telt 18.411 inwoners (schatting 2009).
De gemeente grenst aan Banabuiú, Morada Nova, Jaguaribara, Jaguaribe, Solonópole, Solonópole en Banabuiú.